# Надир Мухаммад
Надр (Надир) Мухаммад (чагат. ندیر محمد خان‎; 1594—1651), годы правления 1642—1645, четвёртый хан Бухарского ханства из узбекской династии джанидов — Аштарханидов.

## Правление
К концу своего правления всесильный правитель Бухарского ханства Имам-кулихан (1611—1642) ослеп и решил отказаться от престола в пользу своего брата Надир Мухаммада (1642—1645).
Было проведено две коронации: одна в Самарканде, затем в Бухаре. Надир Мухаммад до восшествия на престол был наместником в Балхе.
В правление Надир Мухаммадхана (1642—1645) Туркестан и Ташкент оставались в составе государства аштарханидов. Об этом свидетельствует Кипчакхан: «От самых отдаленных мест Туркестана и до берегов реки Мургаб хутба и чекан [монеты] украсились его именем». Однако население, видимо, продолжало выступать против господства аштарханидов, ибо, как указывал далее тот же автор, Надир Мухаммад «послал Назарбай бурути и большую часть эмиров для упорядочения и устройства дел Андижана и Туркестана».
Надир Мухаммадхан не смог сохранить баланс политических сил в ханстве, которое стало разрываться центробежными силами. На сей раз волнения происходили в Ходженде. Волнения в Ходженде распространились по всему Бухарскому ханству. Они были столь сильными, что даже взбунтовалось находившееся в распоряжении Надир Мухаммадхана войско. С несколькими приближенными ему пришлось бежать в Балх. Однако здесь против него восстали даже его сыновья. Надир Мухаммадхан не смог подавить мятеж, который принял угрожающие размеры. Ему пришлось призвать на помощь правителя Индии Шах Джахана (1623—1659), потомка Бабура.
Вскоре бухарскому хану стало известно, что истинная цель войск из Индии — оккупация части территории Бухарского ханства и пленение его самого. Хан с большим трудом пробился в Иран и обратился к шаху с просьбой оказать содействие в восстановлении его власти в Бухаре.
Тем временем в Ходженде Назарбай убил Санджар султана, а ханом стал Абдалазиз (1645—1680), который возглавил борьбу против войск Индии и Ирана. Волнения в Ходженде оказали влияние на судьбу Бухарского ханства, стали причиной мятежа против Надир Мухаммадхана, вторжения индийских и иранских войск и, наконец, отречения Надир Мухаммадхана от власти, которого заменил Абдалазизхан.
В результате Надир Мухаммадхан вынужден был бежать в Балх к сефевидам, а бухарский престол занял его сын Абдулазиз-хан (1645—1680).

## Внешние отношения
При правлении Надир Мухаммад-хана поддерживались оживленные дипломатические и торговые отношения с Россией.
В 1642 году Михаил Фёдорович отправил посольство в Бухару во главе с Гороховым и Грибовым.
В 1644 году Надир Мухаммед-хан отправил посла Кази Ногая в Москву.

## Политика в области культуры
По приказу Надир Мухаммадхана известный учёный Махмуд ибн Вали написал знаменитую энциклопедию «Бахр ал-асрар» (Море тайн).

## Смерть
Надир Мухаммадхан скончался в 1651 году во время хаджа, похоронен в Медине рядом с могилой своего брата Имам-кулихана.